# Cranichis crumenifera
Cranichis crumenifera är en orkidéart som beskrevs av Leslie Andrew Garay. Cranichis crumenifera ingår i släktet Cranichis, och familjen orkidéer. Inga underarter finns listade i Catalogue of Life.